# Foveon X3
Foveon X3 — серия фотоматриц компании Foveon, в которой цветоделение на аддитивные цвета RGB проводится послойно, по толщине полупроводникового материала, с использованием физических свойств кремния.
Название сенсора «Х3» подразумевает как его «трёхслойность», так и «трёхмерность» структуры, дабы подчеркнуть отличие от «плоских» матриц с фильтром Байера.
Управляющие схемы и элементы матрицы могут быть построены с применением КМОП и других технологических решений. Однако на данный момент (2008 год) производится только КМОП версия.
Кроп-фактор матриц «Foveon x3» — 1,74.

## Архитектура матрицы и принцип действия
Особенностью матриц Foveon является то, что фотодиоды, формирующие цветной элемент изображения, расположены друг над другом, образуя «колонку», перпендикулярную поверхности матрицы. Поскольку коэффициент поглощения света в кремнии в оптическом диапазоне монотонно зависит от длины волны, то синяя часть спектра поглощается преимущественно верхним слоем (толщина 0,4 мкм), зелёная средним (толщина 2 мкм) и красная нижним слоем (более 2 мкм), разделенных p-n-переходами и имеющими отдельные выводы сигнала. Такая компоновка позволяет получить полную информацию по трем цветовым каналам в одной точке.
Такая вертикальная компоновка радикально отличается от матриц с фильтрами Байера, где каждый элемент цветного изображения образуется комбинацией одноцветных сигналов с группы рядом расположенных на поверхности сенсора фотодиодов-субпикселей, «накрытых» цветными фильтрами. В отличие от байеровских фотосенсоров в сенсорах Foveon цветные фильтры не используются и, благодаря сбору сигнала по трем цветовым каналам в одной точке, отпадает нужда в интерполяции сигналов цветных субпикселов при формировании изображения.
Благодаря малой (менее 5 мкм) толщине сенсора, возможное влияние хроматических аберраций на изображение минимально. Однако, как и в других разновидностях матриц, поглощение красной части спектра происходит на максимальной глубине. В результате паразитной диффузии фотоэлектронов и засветки косыми лучами в области максимальных длин волн происходит дополнительное размытие изображения. В частности, этот же эффект затрудняет дальнейшее (по сравнению с нынешними матрицами) уменьшение размера элемента и повышение разрешения.

## Достоинства
Более чёткое изображение:
- Не требуется процедуры интерполяции недостающих компонентов в каждом пикселе.
- Не требуется постановки перед матрицей размывающего фильтра (обязательного компонента байеровских матриц, он же англ. Anti-aliasing filter) для решения проблемы цветового муара — явления, характерного для мозаичных матриц;

Потенциально лучшие шумовые характеристики:
- Теоретически, позволяет улучшить соотношение сигнал/шум благодаря отсутствию поглощающих ⅔ светового потока цветных фильтров. Но из-за поглощения светового потока верхними слоями и необходимости восстанавливать насыщенность цвета дополнительной обработкой выигрыш в чувствительности оказывается невелик.
- По заявлению разработчиков, Foveon Х3 имеет ещё одно интересное свойство — изменяемый размер эффективного пикселя. Малый размер позволяет делать снимки высокого разрешения. Больший — даёт возможность снимать при слабом освещении. Объединение пикселов в системы 1×1, 4×4, 1×2 и т. д. производится в динамическом режиме.[5]

## Недостатки
- Недостаточная точность цветопередачи и невозможность её радикального улучшения, так как в наибольшей степени она определяется свойствами кремния как такового, и произвольный выбор красителя для компонентов невозможен.
- Относительно высокий уровень цифрового шума. К сожалению, разделение оказывается далеко не полным. Часть фотонов поглощается в «чужой» области. В результате, цветовая информация оказывается неполной, насыщенность цвета при прямом использовании R G B сигналов с сенсора как значений пиксела изображения даёт малоконтрастную ненасыщенную картинку. Для компенсации этого эффекта требуется вводить агрессивный алгоритм восстановления цветового оттенка. Именно вынужденный подъём насыщенности вносит основной вклад в увеличение итогового шума матрицы.[6][7][8]

## Спорные маркетинговые приёмы
Подобно производителям байеровских фотосенсоров, указывающих в характеристиках матриц число одноцветных субпикселей, компания Foveon позиционирует матрицу X3-14.1MP как «14-мегапиксельную» (4,68 млн трёхсенсорных «колонок»). Такой маркетинговый подход, когда «пикселем» называют элемент, воспринимающий один цвет, является в настоящее время общепринятым в фотоиндустрии. Также «пикселем» ошибочно называют элемент светочувствительной матрицы (сенсель — от sensor element).
Вместе с тем, в случае байеровских матриц с последующей программной интерполяцией сенселей за счет их пространственного разнесения достигается несколько большее разрешение, чем в Foveon (14.1 млн субпикселей), то есть по разрешению изображение матрицы Foveon X3-14.1MP сравнимо с изображением, полученным с байеровской матрицы разрешением 8—10 Мп). Однако отсутствие необходимости в программной интерполяции у Foveon обеспечивает более точную дискретизацию исходного изображения, уменьшая искажения связанные с дискретизацией (растрированием), например, муара.

## Продукты, использующие матрицы Foveon X3

### Зеркальные фотоаппараты
- Sigma SD1/Sigma SD1 Merrill[11]
- Sigma SD9
- Sigma SD10
- Sigma SD14[12][13]
- Sigma SD15

### Беззеркальные фотоаппараты
- Sigma sd Quattro / Sigma sd Quattro H — выпуск анонсирован в начале 2016 года

### Компактные фотоаппараты
- Sigma DP1 (DP1s и DP1x)
- Sigma DP2 (DP2s и DP2x)
- Sigma DP1/DP2/DP3 Merrill[14]
- Sigma DP0/DP1/DP2/DP3 Quattro

- Polaroid x530
- Hanvision HVDUO-5M
- Hanvision HVDUO-10M

## Производители
- National Semiconductor[15]
- Dongbu Electronics[16]